# Französische Frauen-Handballnationalmannschaft (Jugend)
Die französische Frauen-Handballnationalmannschaft (Jugend) ist die Nationalauswahl Frankreichs für Nachwuchsspielerinnen der Altersklasse Jugend.

## DefinitionJuniorinnenundJugend
Die Jugendauswahl steht altersmäßig unterhalb der Juniorenauswahl und der A-Nationalmannschaft.
Da sich die Leistungsfähigkeit von Sportlern altersabhängig unterscheidet, wird eine Klasseneinteilung vorgenommen.
Unterhalb der Erwachsenenklasse Senioren werden die Sportlerinnen abhängig vom Geburtsjahr Altersklassen zugeteilt. Im deutschen Sprachraum wird dabei der Buchstabe U (steht für unter) vor das jeweilige Alter gesetzt. Die Junioren und Jugend genannten Sportlerinnen treten in den Altersklassen U 20 (unter 20 Jahren) und U 19 (unter 19 Jahren) an. Da für die Einteilung das Geburtsjahr ausschlaggebend ist, können die Sportlerinnen ihre Klassenzugehörigkeit während einer Saison beibehalten.
Beispiele: An den U-20-Wettbewerben im Jahr 2018 durften Spielerinnen der Geburtsjahrgänge 1997 und 1998 teilnehmen. An den U-19-Wettbewerben des Jahres 2018 durften Spielerinnen der Geburtsjahrgänge 1999 und 2000 teilnehmen.
Da die Altersklassen jeweils nur zwei Jahre behalten werden, ist die Fluktuation weit größer als bei den Erwachsenenauswahlen.

## Wettbewerbe

### Europäisches Olympisches Jugendfestival (U17)
Am Europäischen Olympischen Jugendfestival (EYOF), das alle zwei Jahre ausgetragen wird, nehmen Nationalmannschaften der Altersklasse U17 teil.
Die französische Auswahl nahm mit nachstehend aufgeführten Ergebnissen teil:
| Jahr | Ort                    | Teams | Platz              | Anmerkungen        |
| ---- | ---------------------- | ----- | ------------------ | ------------------ |
| 2013 | Utrecht, Niederlande   | 8     | nicht teilgenommen | nicht teilgenommen |
| 2015 | Tiflis, Georgien       | 8     | nicht teilgenommen | nicht teilgenommen |
| 2017 | Győr, Ungarn           | 8     | 5.                 |                    |
| 2019 | Baku, Aserbaidschan    | 8     | 1.                 |                    |
| 2022 | Zvolen, Slowakei       | 8     | nicht teilgenommen | nicht teilgenommen |
| 2023 | Maribor, Slowenien     | 8     | 1.                 |                    |
| 2025 | Skopje, Nordmazedonien | 8     | 5.                 |                    |

### Europameisterschaft der Jugend (U 17)
Die U-17-Europameisterschaften werden seit 1992 grundsätzlich alle zwei Jahre ausgetragen.
Die französische Auswahl nahm mit nachstehend aufgeführten Ergebnissen teil:
| Jahr | Land           | Teams | Platz              | Anmerkungen                                                           |
| ---- | -------------- | ----- | ------------------ | --------------------------------------------------------------------- |
| 1992 | Ungarn         | ?     | nicht teilgenommen | nicht teilgenommen                                                    |
| 1994 | Litauen        | ?     | nicht teilgenommen | nicht teilgenommen                                                    |
| 1997 | Österreich     | 12    | nicht teilgenommen | nicht teilgenommen                                                    |
| 1999 | Deutschland    | 12    | nicht teilgenommen | nicht teilgenommen                                                    |
| 2001 | Türkei         | 12    | nicht teilgenommen | nicht teilgenommen                                                    |
| 2003 | Russland       | 12    | nicht teilgenommen | nicht teilgenommen                                                    |
| 2005 | Österreich     | 16    | 03.                |                                                                       |
| 2007 | Slowakei       | 16    | 01.                |                                                                       |
| 2009 | Serbien        | 16    | 04.                |                                                                       |
| 2011 | Tschechien     | 16    | 05.                |                                                                       |
| 2013 | Polen          | 16    | 11.                |                                                                       |
| 2015 | Nordmazedonien | 16    | 07.                |                                                                       |
| 2017 | Slowakei       | 16    | 04.                | Pauletta Foppa wurde in das All-Star Team gewählt.                    |
| 2019 | Slowenien      | 16    | 03.                | Sarah Bouktit und Léna Grandveau wurden in das All-Star Team gewählt. |
| 2021 | Montenegro     | 16    | 11.                |                                                                       |
| 2023 | Montenegro     | 16    | 01.                | Mélissa Chantelly wurde in das All-Star Team gewählt.                 |
| 2025 | Montenegro     | 24    |                    |                                                                       |

### Weltmeisterschaft der Jugend (U 18)
Die U-18-Weltmeisterschaften werden seit 2006 grundsätzlich alle zwei Jahre ausgetragen.
Die französische Auswahl nahm mit nachstehend aufgeführten Ergebnissen teil:
| 2006 | Kanada                  | 12                                                | 04.                                               | Allison Pineau wurde in das All-Star Team gewählt.   |                                                   |                                                   |
| 2008 | Slowakei                | 16                                                | 04.                                               | Céline Blard wurde in das All-Star Team gewählt.     |                                                   |                                                   |
| 2010 | Dominikanische Republik | 20                                                | 04.                                               | Fanny Chatelet wurde in das All-Star Team gewählt.   |                                                   |                                                   |
| 2012 | Montenegro              | 20                                                | 07.                                               | Kellya Zullemaro wurde in das All-Star Team gewählt. |                                                   |                                                   |
| 2014 | Nordmazedonien          | 24                                                | 16.                                               |                                                      |                                                   |                                                   |
| 2016 | Slowakei                | 24                                                | 06.                                               |                                                      |                                                   |                                                   |
| 2018 | Polen                   | 23                                                | 10.                                               |                                                      |                                                   |                                                   |
| 2020 | Kroatien                | Das Turnier fiel wegen der COVID-19-Pandemie aus. | Das Turnier fiel wegen der COVID-19-Pandemie aus. | Das Turnier fiel wegen der COVID-19-Pandemie aus.    | Das Turnier fiel wegen der COVID-19-Pandemie aus. | Das Turnier fiel wegen der COVID-19-Pandemie aus. |
| 2022 | Nordmazedonien          | 32                                                | 05.                                               |                                                      |                                                   |                                                   |
| 2024 | China                   | 32                                                | 04.                                               | Dawiya Abdou wurde in das All-Star-Team gewählt.     |                                                   |                                                   |